# José de Ibarra
José de Ibarra (Guadalajara, 1688 – Città del Messico, 21 novembre 1756) è stato un pittore messicano. 

## Biografia
Nato a Guadalajara nel 1688, Ibarra apprese il mestiere del pittore lavorando nella bottega di Juan Correa.
José de Ibarra è stato, insieme a Juan Rodríguez Juárez (1675-1728), una delle figure più importanti della pittura della prima metà del XVIII secolo nella Nuova Spagna. Seguace del rinnovamento artistico promosso dai pittori della famiglia Juárez, Ibarra sviluppò uno stile con una forte influenza dello stile di  Bartolomé Esteban Murillo con richiami italiani e francesi.
La sua produzione fu molto abbondondante, e  spazia dalla ritrattistica alla pittura religiosa: in vita ricevette incarichi molto importanti quali esegiure i ritratti dei viceré Pedro de Cebrián e Agustín e Pedro de Castro Figueroa y Salazar, così come quello dell'arcivescovo, Juan Antonio Vizarrón y Eguiarreta.
Tra le opere a soggetto religioso vi sono quelle realizzate per le cattedrali messicane come quelle di  Puebla, che comprende le quattro tele delle adorazioni sulle pareti esterne del coro e quelle della Via Crucis sui pilastri, e di Città del Messico.
Morì il 21 novembre a 68 anni e fu sepolto nella chiesa di Santa Inés a Città del Messico .

## Galleria d'immagini

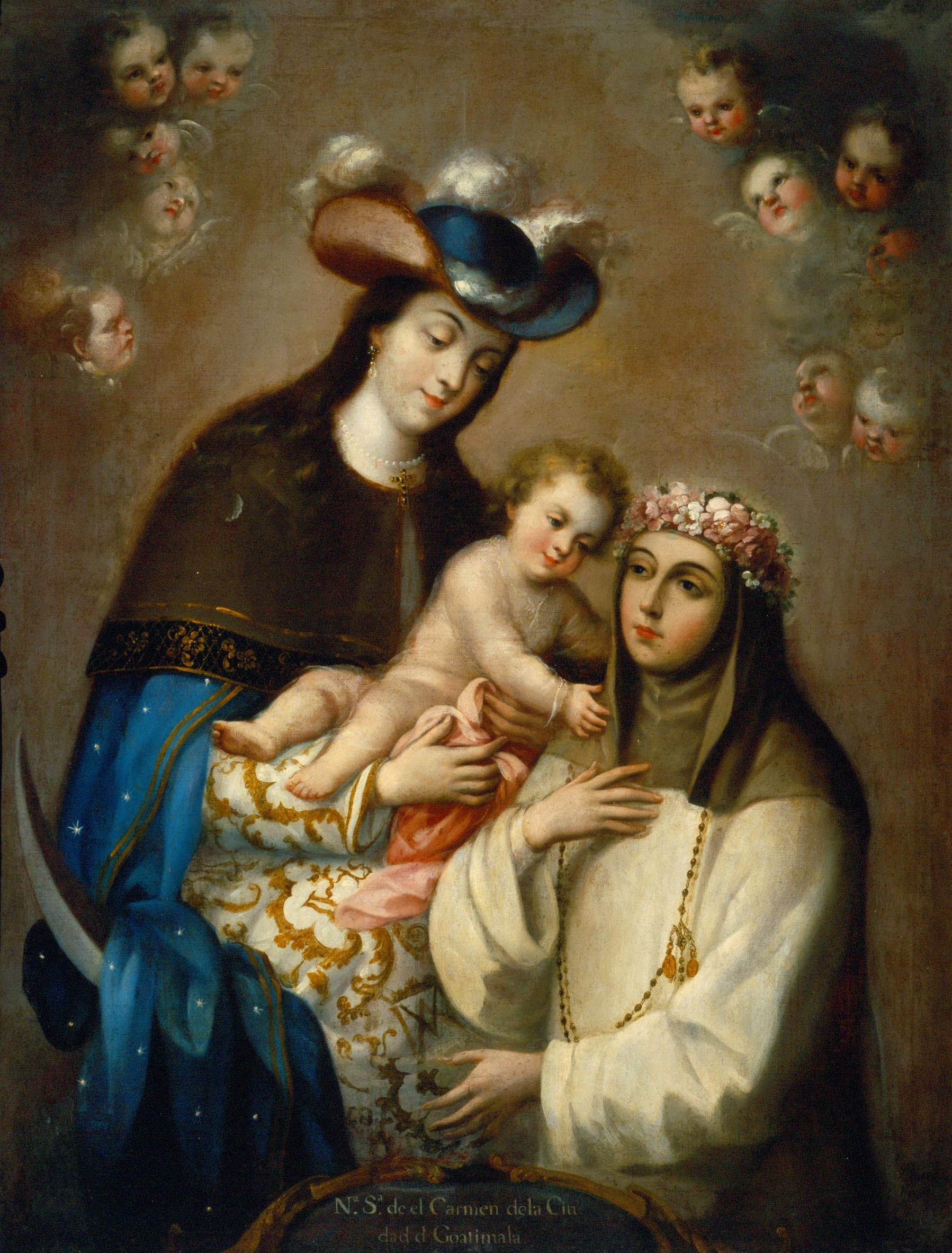
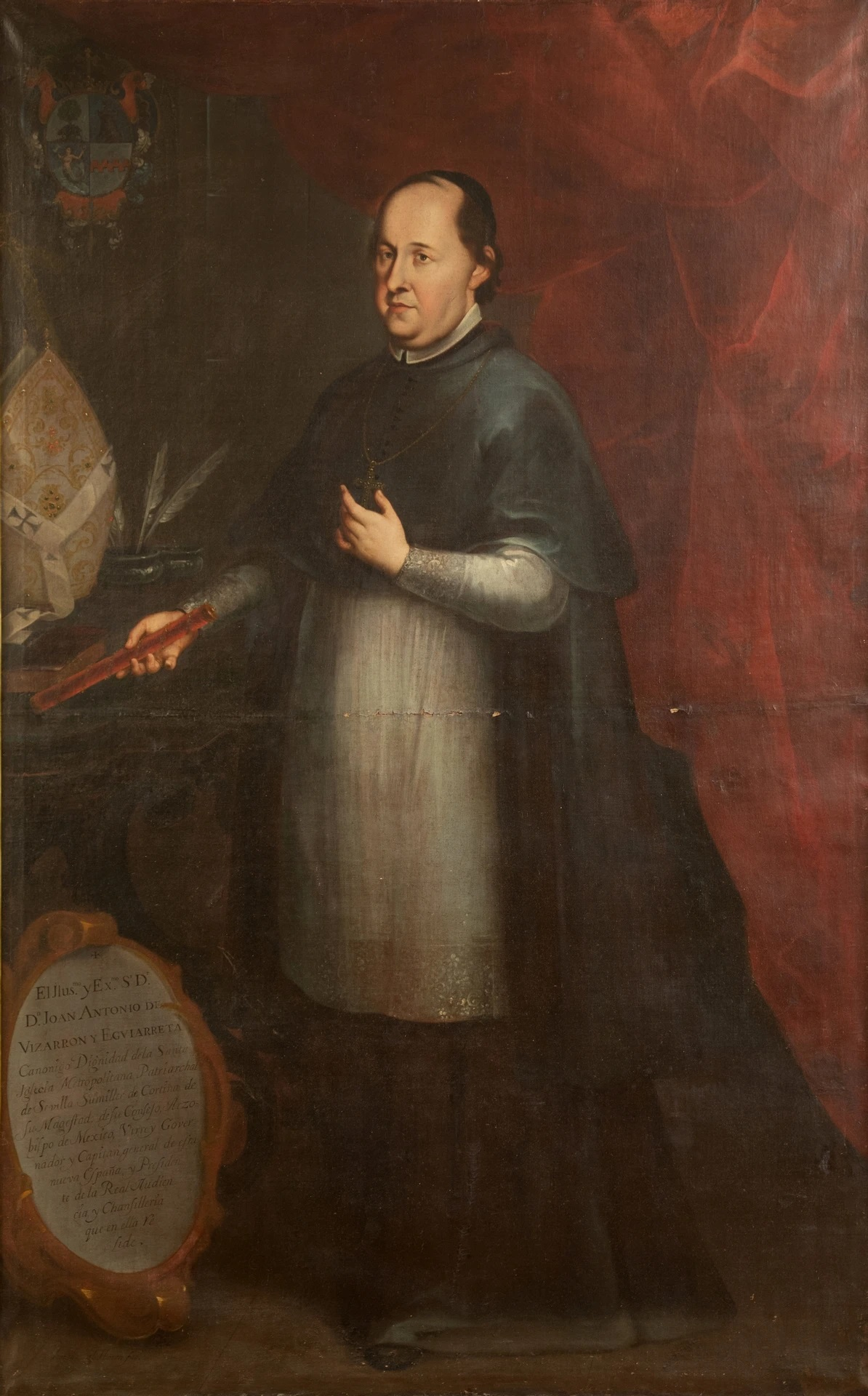
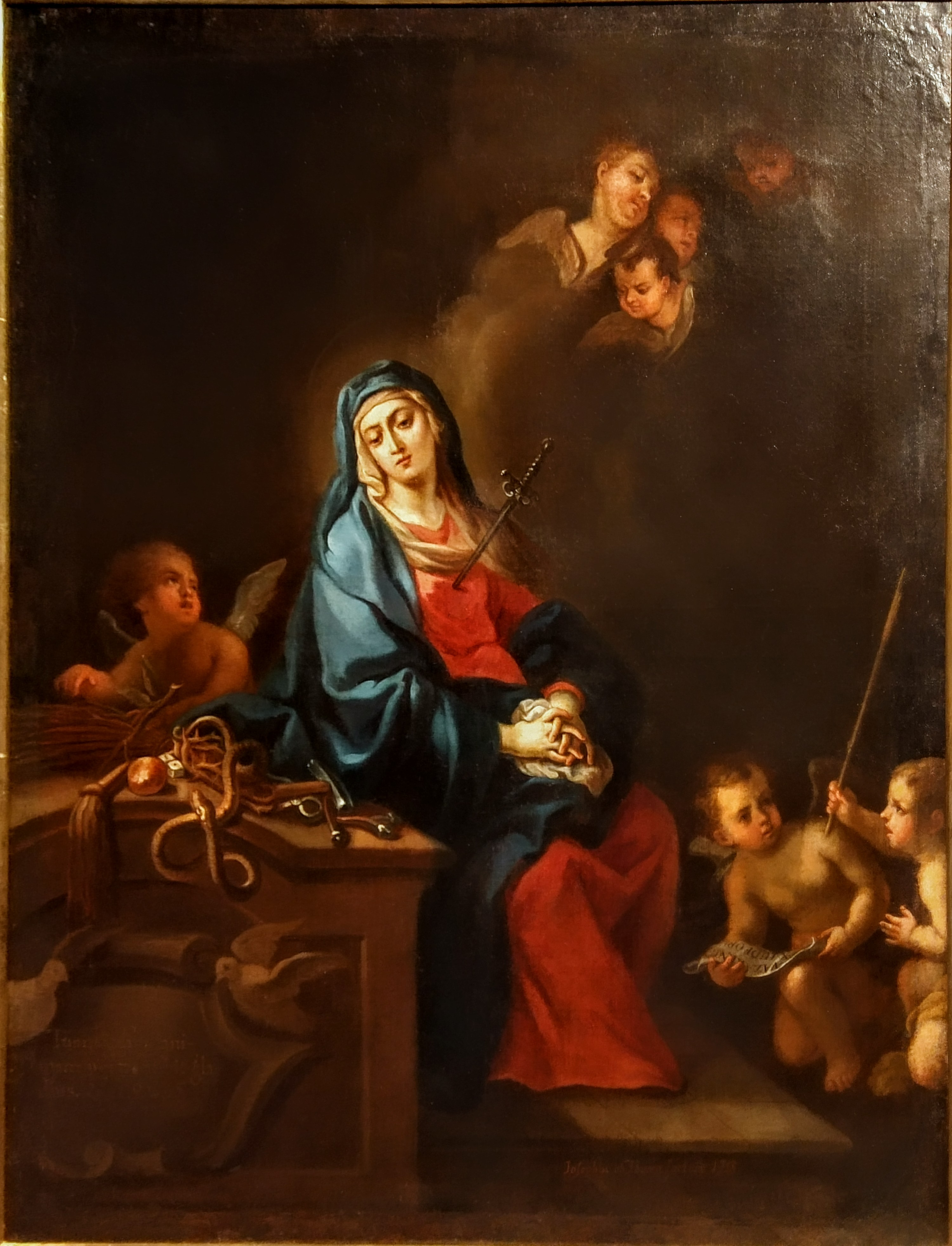
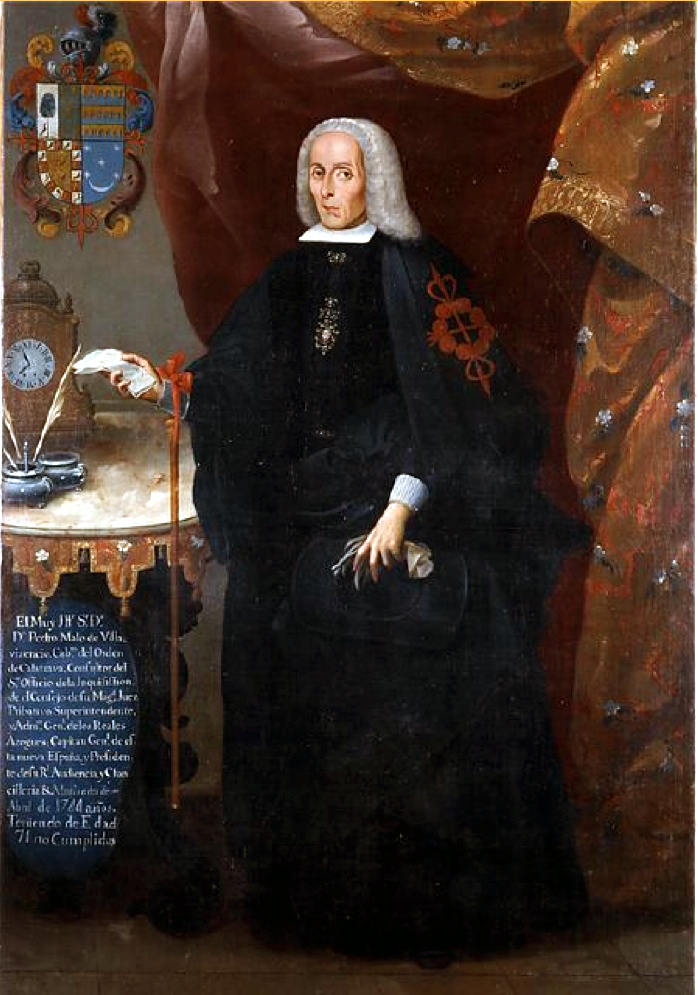
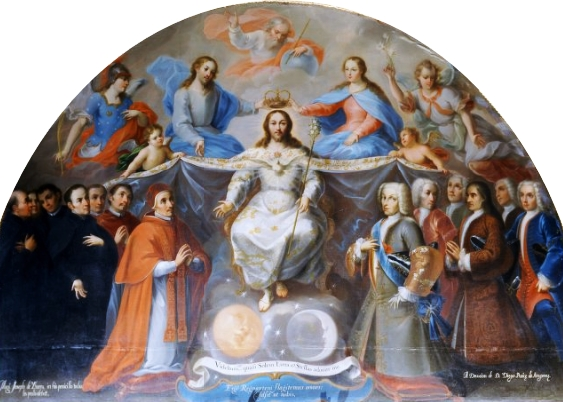